# Mimpatia
Mimpatia (em alemão:  Nachfühlen, literalmente "após a experiência") é um conceito filosófico relacionado a empatia e simpatia. No Dicionário de Filosofia de  Dagobert D. Runes (1942), o colaborador Herman Hausheer define mimpatia como o compartilhamento dos sentimentos de outrem sobre um assunto, sem necessariamente experimentar sentimentos de simpatia.
O filósofo Max Scheler descreve a mimpatia, ou "imitação emocional", como a base da simpatia, mas não ajuda em nada na compreensão de outra pessoa por si mesma. Ele identifica quatro tipos de simpatia:
1. Compatia, ou solidariedade emocional, o compartilhamento imediato da mesma emoção com outro
2. Simpatia genuína, em que a tristeza é experimentada "em um ato de compreensão experimentado como tal", e a fonte objetiva da emoção não é compartilhada
3. Transpatia, ou contágio emocional, estado introduzido em um grupo, "automático e sem compreensão", pela manifestação emocional de outro
4. Unipatia, ou identificação emocional genuína com o outro, uma forma "intensificada" e "involuntária" de transpatia, que pode se apresentar como uma folie à deux[2]

A acadêmica Karen E. Smythe, ao analisar a ficção de Mavis Gallant, descreveu a mimpatia como uma combinação de mimese e empatia, uma interpretação de "autodramas" como meio de interpretar o sofrimento de personagens literários.